# Leon Rotman
Leon Rotman (Boekarest, 22 juli 1934) was een Roemeens kanovaarder. 
Rotman won tijdens de Zomerspelen 1956 zowel de gouden medaille in de C-1 1000 meter als in de C-1 10.000 meter.
Vier jaar later moest Rotman genoegen nemen met olympisch brons in de C-1 1000m.

## Belangrijkste resultaten

### Olympische Zomerspelen
| Editie | Plaats    | Resultaten            |
| ------ | --------- | --------------------- |
| 1956   | Melbourne | C-1 1000m C-1 10.000m |
| 1960   | Rome      | C-1 1000m             |

1936: Francis Amyot ·
1948: Josef Holeček ·
1952: Josef Holeček ·
1956: Leon Rotman ·
1960: János Parti ·
1964: Jürgen Eschert ·
1968: Tibor Tatai ·
1972: Ivan Patzaichin ·
1976: Matija Ljubek ·
1980: Ljoebomir Ljoebenov ·
1984: Ulrich Eicke ·
1988: Ivans Klementjevs ·
1992: Nikolai Boechalov ·
1996: Martin Doktor ·
2000: Andreas Dittmer ·
2004: David Cal ·
2008: Attila Vajda ·
2012: Sebastian Brendel ·
2016: Sebastian Brendel ·
2020: Isaquias Queiroz ·
2024: Martin Fuksa
1948: František Čapek ·
1952: Frank Havens ·
1956: Leon Rotman